# 上野の森さくらテラス
上野の森さくらテラス（うえののもりさくらテラス）は、東京都台東区上野公園にある商業施設である。

## 歴史

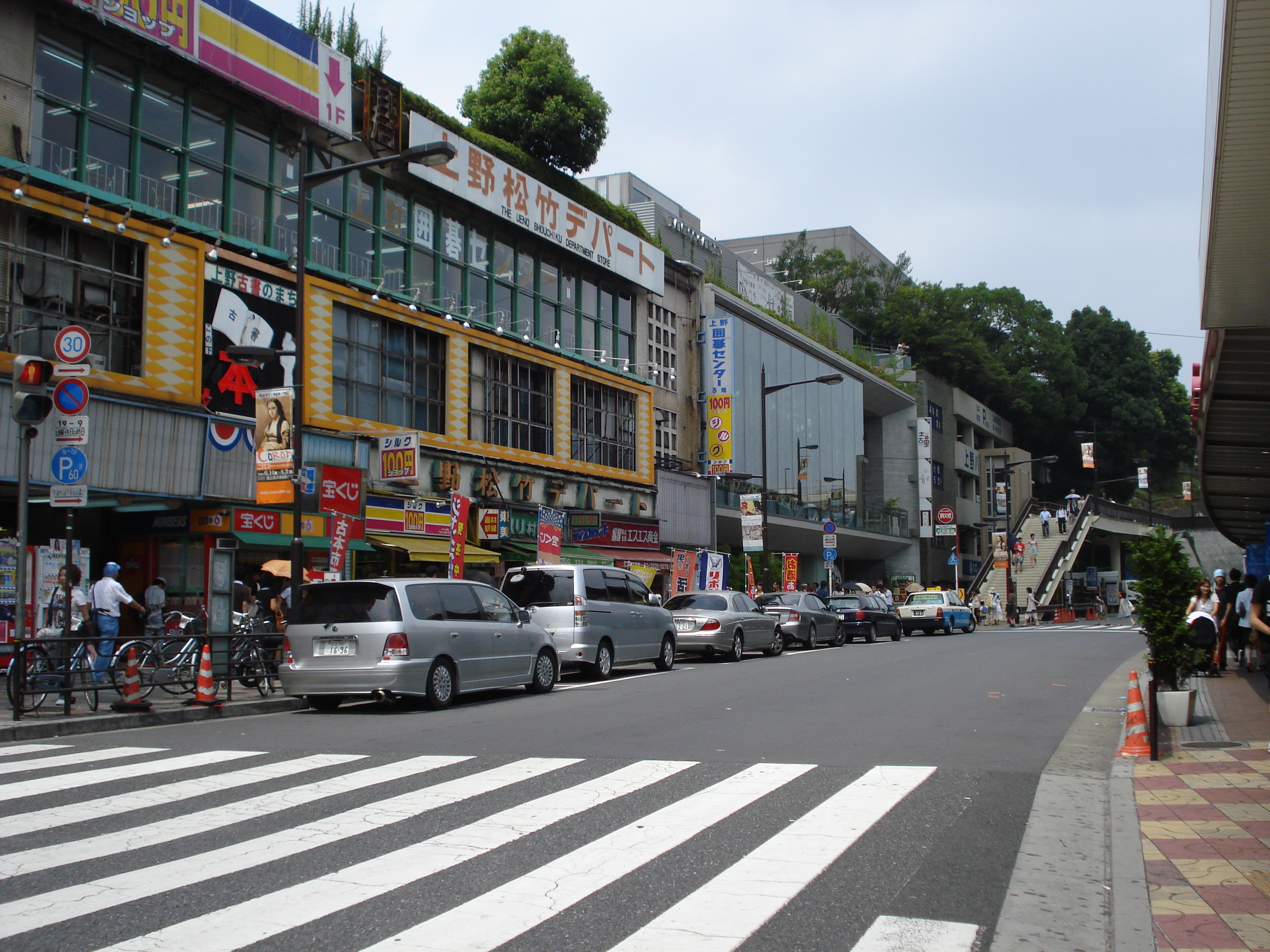
左側が旧上野松竹デパート、2008年

1951年（昭和26年）、上野恩賜公園の一角の都有地を映画館として使用する許可が下り、松竹が進出することとなった。施工には
大阪劇場や浅草国際劇場の実績がある矢島建設があたり、管理は大東興業が担当することになった。1953年に「上野公園デパート」（建物名 上野大東ビル）が竣工、2階に「上野松竹映画劇場」が開業し、こけら落しとして『君の名は（第二部）』が上映された。その後地下1階に「上野映画劇場」と「上野名画座」、2階の上野松竹映画劇場の隣には「上野セントラル」が新設され、特に『男はつらいよ』シリーズのファンから人気を集める。出稼ぎ者が東北や北陸に帰省する際にオールナイト上映を観て始発列車を待っていた時代もあったが、東北・上越新幹線の東京駅延伸や、シネマコンプレックスの台頭に加え施設の老朽化のため、映画館は2006年に閉館した。上野公園デパートは、昭和30年代には「上野松竹デパート」と呼ばれるようになり、その頃に開店した上野囲碁センターは、一時期は定期乗車券を買って通うファンがいるほど賑わった。映画館閉館後も囲碁センターや古書店、100円ショップなどが営業を続けていたが、2012年8月に完全閉館、同年9月より解体された。
新たなビルは矢島建設が事業主体となり、竹中工務店の設計・施工により2013年1月に着工。2014年4月10日に竣工し、同4月26日にオープンした。開業後の管理運営は、三菱地所プロパティマネジメント（開業時の名称は三菱地所ビルマネジメント）が担当する。

## 建築
地下1階・地上3階建てで、建物中央部は1階から地上3階までキャニオン（渓谷）をコンセプトとした吹き抜けになっており、屋上は上野恩賜公園に直結している。吹き抜け部の天井はガラス張りで、エスカレーターを使って上野駅不忍口から上野恩賜公園に通り抜けることができる。内装の壁面はコンクリート、床面は木材で仕上げられ、外観は武蔵野台地の地層を想起させる、横ラインでまとめられている。飲食店19店舗が入居し、上野駅側の通りに面した店舗にはテラス席が設けられた。
北隣にあった上野東宝ビルは2005年に「上野バンブーガーデン」に、南側の西郷会館は2012年に「UENO3153」に建て替えられており、上野公園下の一帯の再開発としては最後発となる。